# Clarborough
Clarborough – wieś w Anglii, w hrabstwie Nottinghamshire. Leży 48 km na północ od miasta Nottingham i 212 km na północ od Londynu.